# Tattoo'd Lady
«Tattoo'd Lady» —en español: Señora Tatuada— es una canción del músico irlandés Rory Gallagher, fue incluida en su tercer álbum de estudio Tattoo.
Fue un elemento recurrente en las actuaciones en vivo junto con A Million Miles Away hasta los conciertos finales en 1994.

## Músicos
- Rory Gallagher: voz, guitarra eléctrica y armónica
- Gerry McAvoy: bajo
- Lou Martin: teclados y acordeón
- Rod de'Ath: batería